# Polygonia lunulata
Polygonia lunulata är en fjärilsart som beskrevs av Teiso Esaki och Nakahara 1924. Polygonia lunulata ingår i släktet Polygonia och familjen praktfjärilar. Inga underarter finns listade i Catalogue of Life.